# Mödrath-Liblar-Brühler Eisenbahn
| Kursbuchstrecke: | 224g (1934) 164d (1914)               |                                               |                                               |
| Streckenlänge: | 20,6 km                               |                                               |                                               |
| Spurweite: | (1898–1913) 1000 mm (ab 1903) 1435 mm |                                               |                                               |
| |                                       |                                               |                                               |
| Eröffnung in Schmalspur: | 1901                                  |                                               |                                               |
| Eröffnung in Normalspur: | 1904                                  |                                               |                                               |
| \| \| \| Bergheimer Kreisbahn nach Horrem \| \| \| \| \| Bergheimer Kreisbahn von (Frechen-)Benzelrath \| \| \| \| \| Mödrath \| \| \| \| \| Bergheimer Kreisbahn nach Nörvenich \| \| \| \| \| Türnich/Balkhausen \| \| \| \| \| Brüggen \| \| \| \| \| Kierdorf \| \| \| \| \| Zieselsmaar \| \| \| \| \| Köttingen \| \| \| \| \| Liblar Dorf \| \| \| \| \| \| \| \| \| \| Liblar (Euskirchener Kreisbahnen) \| \| \| \| \| Trier–Köln \| \| \| \| \| Übergabe Staatsbahn und Grube Donatus \| \| \| \| \| Brikettfabrik Liblar \| \| \| \| \| \| \| \| \| \| Grube Brühl \| \| \| \| \| Gruhlwerk \| \| \| \| \| zur Grube Maria Glück \| \| \| \| \| von Pingsdorf \| \| \| \| \| Brühl-Kaiserstraße \| \| \| \| \| von Bonn (Vorgebirgsbahn) \| \| \| \| \| von Wesseling (Querbahn) \| \| \| \| \| (Brühl-)Vochem \| \| \| \| \| Vorgebirgsbahn nach Köln \| \| |                                       |                                               |                                               |
| Strecke (außer Betrieb) |                                       | Bergheimer Kreisbahn nach Horrem              | Bergheimer Kreisbahn nach Horrem              |
| Abzweig geradeaus und von links (Strecke außer Betrieb) |                                       | Bergheimer Kreisbahn von (Frechen-)Benzelrath | Bergheimer Kreisbahn von (Frechen-)Benzelrath |
| Bahnhof (Strecke außer Betrieb) |                                       | Mödrath                                       | Mödrath                                       |
| Abzweig geradeaus und nach rechts (Strecke außer Betrieb) |                                       | Bergheimer Kreisbahn nach Nörvenich           | Bergheimer Kreisbahn nach Nörvenich           |
| Bahnhof (Strecke außer Betrieb) |                                       | Türnich/Balkhausen                            | Türnich/Balkhausen                            |
| Bahnhof (Strecke außer Betrieb) |                                       | Brüggen                                       | Brüggen                                       |
| Haltepunkt / Haltestelle (Strecke außer Betrieb) |                                       | Kierdorf                                      | Kierdorf                                      |
| Haltepunkt / Haltestelle (Strecke außer Betrieb) |                                       | Zieselsmaar                                   | Zieselsmaar                                   |
| Haltepunkt / Haltestelle (Strecke außer Betrieb) |                                       | Köttingen                                     | Köttingen                                     |
| Haltepunkt / Haltestelle (Strecke außer Betrieb) |                                       | Liblar Dorf                                   | Liblar Dorf                                   |
| Verschwenkung von rechts (Strecke außer Betrieb) |                                       |                                               |                                               |
| Bahnhof quer (Strecke außer Betrieb) · Abzweig geradeaus und nach rechts (Strecke außer Betrieb) |                                       | Liblar (Euskirchener Kreisbahnen)             | Liblar (Euskirchener Kreisbahnen)             |
| Bahnhof quer · Kreuzung geradeaus unten (Strecke geradeaus außer Betrieb) |                                       | Trier–Köln                                    | Trier–Köln                                    |
| Dienststation / Betriebs- oder Güterbahnhof quer (Strecke außer Betrieb) · Abzweig geradeaus und von rechts (Strecke außer Betrieb) |                                       | Übergabe Staatsbahn und Grube Donatus         | Übergabe Staatsbahn und Grube Donatus         |
| Strecke quer (außer Betrieb) · Abzweig geradeaus und von rechts (Strecke außer Betrieb) |                                       | Brikettfabrik Liblar                          | Brikettfabrik Liblar                          |
| Verschwenkung nach rechts (Strecke außer Betrieb) |                                       |                                               |                                               |
| Haltepunkt / Haltestelle (Strecke außer Betrieb) |                                       | Grube Brühl                                   | Grube Brühl                                   |
| Bahnhof (Strecke außer Betrieb) |                                       | Gruhlwerk                                     | Gruhlwerk                                     |
| Abzweig geradeaus und nach links (Strecke außer Betrieb) |                                       | zur Grube Maria Glück                         | zur Grube Maria Glück                         |
| Abzweig geradeaus und von rechts (Strecke außer Betrieb) |                                       | von Pingsdorf                                 | von Pingsdorf                                 |
| Haltepunkt / Haltestelle (Strecke außer Betrieb) |                                       | Brühl-Kaiserstraße                            | Brühl-Kaiserstraße                            |
| Abzweig ehemals geradeaus und von rechts |                                       | von Bonn (Vorgebirgsbahn)                     | von Bonn (Vorgebirgsbahn)                     |
| Abzweig geradeaus und von rechts |                                       | von Wesseling (Querbahn)                      | von Wesseling (Querbahn)                      |
| Bahnhof |                                       | (Brühl-)Vochem                                | (Brühl-)Vochem                                |
| Strecke |                                       | Vorgebirgsbahn nach Köln                      | Vorgebirgsbahn nach Köln                      |

Die Mödrath-Liblar-Brühler-Eisenbahn AG (MLBE) ist eine ehemalige Eisenbahngesellschaft, die am 4. August 1903 mit dem Sitz in Köln gegründet wurde. Ihr wurden die in den Jahren davor erbauten Strecken der Kleinbahn Mödrath-Liblar-Brühl der Westdeutsche Eisenbahn-Gesellschaft übertragen.
Zum 1. Januar 1913 wurden die Strecken zusammen mit denen der Bergheimer Kreisbahn vom Königreich Preußen verstaatlicht.
Auf Grund ihrer Bedeutung für den Braunkohlebergbau wurde sie im Volksmund auch „Klüttenbahn“ genannt (nach dem rheinischen Wort „Klütten“ für einen Vorläufer industrieller Briketts).

## Geschichte

### Bau und Betrieb durch die MLBE AG
Nach dem Vorbild der Bergheimer und Euskirchener Kreisbahnen begann die Stettiner Eisenbahnbau- und Betriebsunternehmung Lenz & Co GmbH im Jahr 1894 mit Verhandlungen, die Braunkohlegruben in der Ville an die bestehenden Staatsbahnlinien in Horrem und Liblar anzuschließen, wodurch auch diese nahegelegenen Kreisbahnen verbunden werden sollten. Die Bahn sollte über Brühl nach Wesseling an den Rhein weitergeführt werden, um dort Kohle und Zuckerrüben auf den günstigeren Wasserweg zu verfrachtet.
Zwei Ministerialerlässe gaben die Strecke Liblar–Brühl–Wesseling am 29. August 1894 und die Strecke Mödrath–Liblar am 28. November 1894 als schmalspurige Kleinbahn frei. Der Bau und Betrieb der Strecke Brühl–Wesseling (heute Querbahn) wurde als Nebenast der Rheinuferbahn auch von den Cöln-Bonner Kreisbahnen beantragt und ihr überlassen.
Für den Bau und Betrieb der Strecke Mödrath–Liblar–Brühl sowie der Bergheimer und Euskirchener Kreisbahnen wurde eine eigene Eisenbahngesellschaft, die Westdeutsche Eisenbahn-Gesellschaft mit Sitz in Köln, gegründet, die auch die Konzession für die schmalspurige Kleinbahn Mödrath–Liblar am 3. Juli 1897 und für Liblar–Brühl am 22. April 1898 erhielt. In kurzer Bauzeit wurde der Betrieb im Abschnitt Mödrath–Türnich am 24. Juni 1898, Abschnitt Türnich–Liblar am 1. März 1899 und Liblar–Brühl am 1. Mai 1901 aufgenommen.
der Fahrzeugpark war mit der Bergheimer Kreisbahn gemeinsam.
Bis Ende 1904 wurde die Strecke durch eine dritte Schiene auf Normalspur (1435 mm) umgerüstet, um das Umladen auf den Güterverkehr der Staatsbahn überflüssig zu machen und die Strecke als vollspurige preußische „Nebenbahn“ mit den entsprechenden Tarifbestimmungen zu nutzen. Hierzu wurde am 4. August 1903 auch die „Mödrath-Liblar-Brühler Eisenbahn-Aktiengesellschaft“ mit Sitz in Köln gegründet.
Der Verkehr entwickelte sich gut, 1900 wurden 64.350 Personen und 82.265 t Güter befördert, 1907 138.674 Personen und 251.477 t Güter.
Im Jahr 1912 fuhr die Bahn 27.080 Zugkilometer in Personenzügen, 40.816 Zugkilometer in gemischten Zügen und 109.075 Zugkilometer in Güterzügen.
Mit Wirkung zum 1. Januar 1913 wurde die MLBE verstaatlicht. Hierzu sah die Konzessionsurkunde von 1903 ein Recht auf den Erwerb vor, das der Preußische Staat wahrnahm. Am 8. Januar 1913 wurde die MLBE AG aufgelöst. Die regelspurigen Lokomotiven gingen an die Staatsbahn, die schmalspurigen Wagen und Lokomotiven wurden an andere Bahnen der WEG abgegeben.

### Betrieb als staatliche Nebenbahn
Von 1913 bis 1920 betrieb die Eisenbahndirection Coeln linksrheinisch die Strecke. Da zum 1. April 1920 der Staatsvertrag zur Gründung der Reichseisenbahnen in Kraft trat, wurde 1920 die Deutsche Reichsbahn Rechtsnachfolgerin.
In den 1920er Jahren gingen die Fahrgastzahlen stark zurück. Daher wurde der Personenverkehr zwischen Liblar und Brühl 1927 eingestellt. Am 15. März 1930 wurde der Ausbau abgeschlossen, der den Abschnitt Horrem–Mödrath–Liblar als Hauptbahn für Personen- und Güterverkehr ermöglichte.

### Streckenstilllegung
Der erste Streckenabschnitt musste 1942 infolge des Braunkohlenabbaus verlegt werden: Statt des Streckenabschnitts Liblar-Bahnhof – Gruhlwerk führte nun ein Abzweig von der Eifelstrecke zum Bahnhof Gruhlwerk. Wegen des flächendeckenden Braunkohlenabbaus in den 1950er und 1960er Jahren verschwand die gesamte Strecke oder wurde umgelegt. So wurde der Bahnhof Mödrath 1956 komplett abgebrochen. Das letzte Teilstück (Kierberg/Heide – Vochem – Brühl) wurde am 31. Mai 1966 stillgelegt.
Teile des Bahndamms zwischen Mödrath und Türnich sind heute noch als Teil des Strategischen Bahndamms zu erkennen.

## Strecke

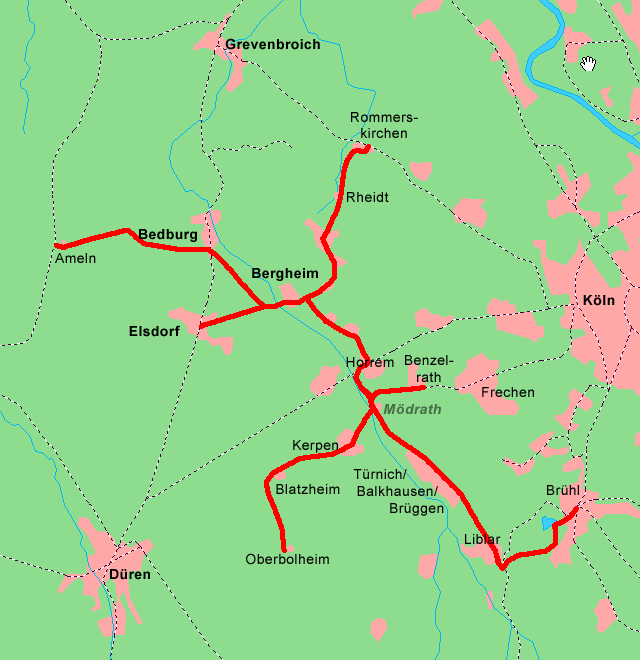
Karte der Mödrath-Liblar-Brühler Eisenbahn und der Strecken der Bergheimer Kreisbahn

### Streckenverlauf
Die Bahnstrecke bestand aus zwei Teilen, die auch bei der Genehmigung, Konzession und beim Bau getrennt wurden. Der eine Abschnitt führte vom Bahnhof in Mödrath in südlicher Richtung entlang des Ville-Rückens bis nach Liblar mit Anschluss an die staatliche Eifelstrecke. Der zweite Abschnitt führte dann nach Osten und wieder nach Norden durch die Ville bis Brühl.
Der Abschnitt Mödrath–Liblar verband die Orte Türnich/Balkhausen, Brüggen, Kierdorf, Zieselsmaar, Köttingen und führte durch Liblar selbst (als Haltepunkt „Liblar Dorf“). Zum Liblarer Bahnhof am Ortsrand wurde die Strecke in einem weiten Bogen an die Eifelstrecke herangeführt.
Von Liblar nach Brühl schwenkte die Strecke in östlicher Richtung der Brühl-Liblarer Landstraße folgend über die Gruben „Brühl“ und „Maria Glück“ zum Bahnhof Gruhlwerk. Von hier führte sie in nördliche Richtung, kreuzte die Heider Villestraße und wurde in einem Bogen nördlich des Klosters Benden und der Winterburg wieder nach Osten geführt. In Brühl traf die Strecke an der Haltestelle Kaiserstraße auf die sogenannte „Pingsdorfer Güterbahn“, eine Nebenstrecke der Köln-Bonner Eisenbahn, und endete dann eineinhalb Kilometer weiter am Bahnhof Vochem.

### Anschlüsse
- in Mödrath Anschluss an Bergheimer Kreisbahn Richtung
  - Horrem – Bergheim,
  - (Frechen-)Benzelrath und
  - Kerpen – Blatzheim (später bis Oberbolheim)
- in Liblar Anschluss an
  - Euskirchener Kreisbahnen und
  - die staatliche Eifelstrecke (Köln über Euskirchen nach Trier)
- in (Brühl-)Vochem an
  - Querbahn Richtung Wesseling
  - Vorgebirgsbahn